# Église Saint-Pierre de Cabannes
Pour les articles homonymes, voir Église Saint-Pierre.
L'église Saint-Pierre de Cabannes est une église catholique située à Montastruc, en France.

## Localisation
L'église Saint-Pierre est située sur une motte, au lieu-dit Cabanes, sur le territoire de la commune de Montastruc, dans le département français de Lot-et-Garonne.

## Historique
L'église a été construite à la fin du XIIe siècle ou du début du XIIIe siècle avec une abside semi-circulaire mais sans décoration. L'église est citée pour la première fois dans un document de 1326. Au-dessus d'une baie du chœur a été sculptée une croix de Malte, emblème de l’ordre des Chevaliers de Saint-Jean-de-Jérusalem.
L'église est largement restaurée au XVIe siècle. La façade occidentale est reconstruite ainsi que le mur nord, les murs sont rehaussés avant la pose de la nouvelle charpente de l'église. En 1597, elle est décrite comme en assez bon état.
La sacristie peut dater du XVIIe siècle.
L'édifice est inscrit au titre des monuments historiques le 11 septembre 1997,.